# Военно-воздушные силы Боснии и Герцеговины
Бригада ВВС и ПВО Боснии и Герцеговины, в настоящее время состоит из штаба, двух вертолётных эскадрилий, дивизиона противовоздушной обороны, батальона воздушного слежения и обнаружения и батальона авиационной поддержки.
В настоящее время ВВС и ПВО Республики Босния и Герцеговина находятся в процессе реформирования, как вид вооружённых сил федеративного государства.

## Организационная структура
Костяк ВВС Боснии и Герцеговины — одна бригада ВВС и ПВО. Включает в свой состав:
- Командование бригады (босн. Komanda brigade, серб. Команда бригаде), Баня-Лука
  - 1-я вертолётная эскадрилья (босн. 1. Helikopterski skadron, серб. 1. хеликоптерски сквадрон), Баня-Лука
  - 2-я вертолётная эскадрилья (босн. 2. Helikopterski skadron, серб. 2. хеликоптерски сквадрон), Сараево
  - Батальон ПВО (босн. Bataljon protivzračne odbrane, серб. Батаљон противваздушне одбране), Сараево
  - Батальон раннего предупреждения и наблюдения (босн. Bataljon zračnog osmatranja i javljanja, серб. Батаљон ваздушног осматрања и јављања), Баня-Лука
  - Батальон воздушной поддержки (босн. Bataljon letačke podrške, серб. Батаљон летачке подршке), Сараево

## Пункты базирования
- Авиабаза Баня-Лука
- Авиабаза Сараево
- Авиабаза Тузла

## Техника и вооружение
Данные о технике и вооружении ВВС Боснии и Герцеговины взяты из Military Balance 2011 Chapter Four Europe
| Изображение                      | Тип                                                     | Производство | Назначение                                          | Количество                 | Примечание |
| Самолёты                         | Самолёты                                                | Самолёты     | Самолёты                                            | Самолёты                   | Самолёты |
| -------------------------------- | ------------------------------------------------------- | ------------ | --------------------------------------------------- | -------------------------- | --- |
|                                  | СОКО J-22 Орао                                          | СФРЮ         | истребитель-бомбардировщик                          | 7                          | По состоянию на 2024 год все самолёты находятся в резерве |
|                                  | СОКО Ј-21 Јастреб СОКО TЈ-21 Јастреб СОКО RЈ-21 Јастреб | СФРЮ         | истребитель-бомбардировщик разведывательный самолёт | 6 3 2                      | По состоянию на 2024 год все самолёты находятся в резерве |
|                                  | СОКО Г-4 Супер Галеб                                    | СФРЮ         | учебно-боевой самолёт                               | 1                          | По состоянию на 2024 год самолёт находится в резерве |
| Вертолёты                        |                                                         |              |                                                     |                            | |
|                                  | Ми-8 Ми-8МТВ Ми-17                                      | СССР         | многоцелевой вертолёт                               | 8 4 1                      | |
|                                  | Aérospatiale SA 342L Gazelle                            | СФРЮ         | многоцелевой вертолёт                               | ~4                         | Лицензионный вертолёт «Газель» Югославской постройки |
|                                  | UH-1H Iroquois UH-1H Huey II                            | США          | многоцелевой вертолёт                               | 6 (из них 2 медицинских) 3 | По состоянию на 2024 год 1 UH-1H Huey II находится в резерве |
| Беспилотные летательные аппараты |                                                         |              |                                                     |                            | |
|                                  | Bayraktar TB2                                           | Турция       | многоцелевой беспилотник                            | 2                          | Анкара передаст Боснии и Герцеговине два многоцелевых беспилотника Bayraktar TB2 вместе с наземным оборудованием и обучением для экипажей. Об этом сообщает Deutsche Welle со ссылкой на заявление министра обороны страны Зукана Хелеза |
| Средства ПВО                     |                                                         |              |                                                     |                            | |
|                                  | 2К12 «Куб»                                              | СССР         | Зенитный ракетный комплекс                          | 20                         | |
|                                  | Bofors L70                                              | Швеция       | Зенитная установка                                  | 16                         | |
|                                  | Bofors L60                                              | Швеция       | Зенитная установка                                  | 31                         | |
|                                  | Стрела-3                                                | СССР         | ПЗРК                                                | Неизвестное количество     | |
|                                  | Игла-1                                                  | СССР         | ПЗРК                                                | Неизвестное количество     | |

## Опознавательные знаки

## Знаки различия

### Генералы и офицеры
| Категории               | Генералы          | Генералы          | Генералы         | Старшие офицеры | Старшие офицеры | Старшие офицеры | Младшие офицеры | Младшие офицеры | Младшие офицеры   |
| ----------------------- | ----------------- | ----------------- | ---------------- | --------------- | --------------- | --------------- | --------------- | --------------- | ----------------- |
|                         |                   |                   |                  |                 |                 |                 |                 |                 |                   |
| Боснийское звание       | General-pukovnik  | General-major     | Brigadni general | Pukovnik        | Podpukovnik     | Major           | Kapetan         | Poručnik        | Potporučnik       |
| Российское соответствие | Генерал-полковник | Генерал-лейтенант | Генерал-майор    | Полковник       | Подполковник    | Майор           | Капитан         | Лейтенант       | Младший лейтенант |

### Сержанты и рядовые
| Категории               | Подофицеры        | Подофицеры    | Подофицеры        | Сержанты и старшины | Сержанты и старшины | Сержанты и старшины | Солдаты         | Солдаты |
| ----------------------- | ----------------- | ------------- | ----------------- | ------------------- | ------------------- | ------------------- | --------------- | ------- |
|                         |                   |               |                   |                     |                     |                     |                 |         |
| Боснийское звание       | Glavni narednik   | Viši narednik | Narednik 1. klase | Štabni narednik     | Narednik            | Kaplar              | Vojnik 1. klase | Vojnik  |
| Российское соответствие | Старший прапорщик | Прапорщик     | Старшина          | Старший сержант     | Сержант             | Младший сержант     | Ефрейтор        | Рядовой |